# Râul Drac
Drac este un râu situat în partea de sud-est a Franței și este un afluent pe stânga al râului Isère, în aval de orașul Grenoble. Se formează prin confluența cursurilor de apă Drac Noir (în traducere Dracul Negru) și Drac Blanc (în traducere Dracul Alb), care își au obârșia în partea sudică a Massif des Écrins.
De la obârșie până la ieșirea din departamentul Hautes-Alpes,care coincide cu intrarea în lacul Sautet râul Drac poartă denumirea de Champsaur.

## Afluenți
Principalii afluenți ai râului sunt:

Pe dreapta:
- Buissard, la Saint-Julien-de-Champsaur, lung de 12,7 km
- Séveraisse, la Saint-Firmin, lung de 32,9 km
- Bonne, la sud de localitatea La Mure, lungime 40,1 km
- Romanche, la Champ-sur-Drac, lung de 78,4 km

Pe stânga:
- Soulouise, în lacul Sautet, lung de 25,6 km
- Ébron, în lacul Monteynard-Avignonet, lung de 31,2 km
- Gresse, la Varces, lungime 34,6 km

## Amenajări hidroenergetice
Pe Drac au fost construite mai multe hidrocentrale, dintre care 4 baraje mari atrag atenția:
- Sautet
- Saint-Pierre-Cognet
- Monteynard-Avignonet
- Notre-Dame-de-Commiers